# Levente Péter
Levente Péter (Nagyvárad, 1943. május 20. –) színész, rendező, tanár.

## Élete

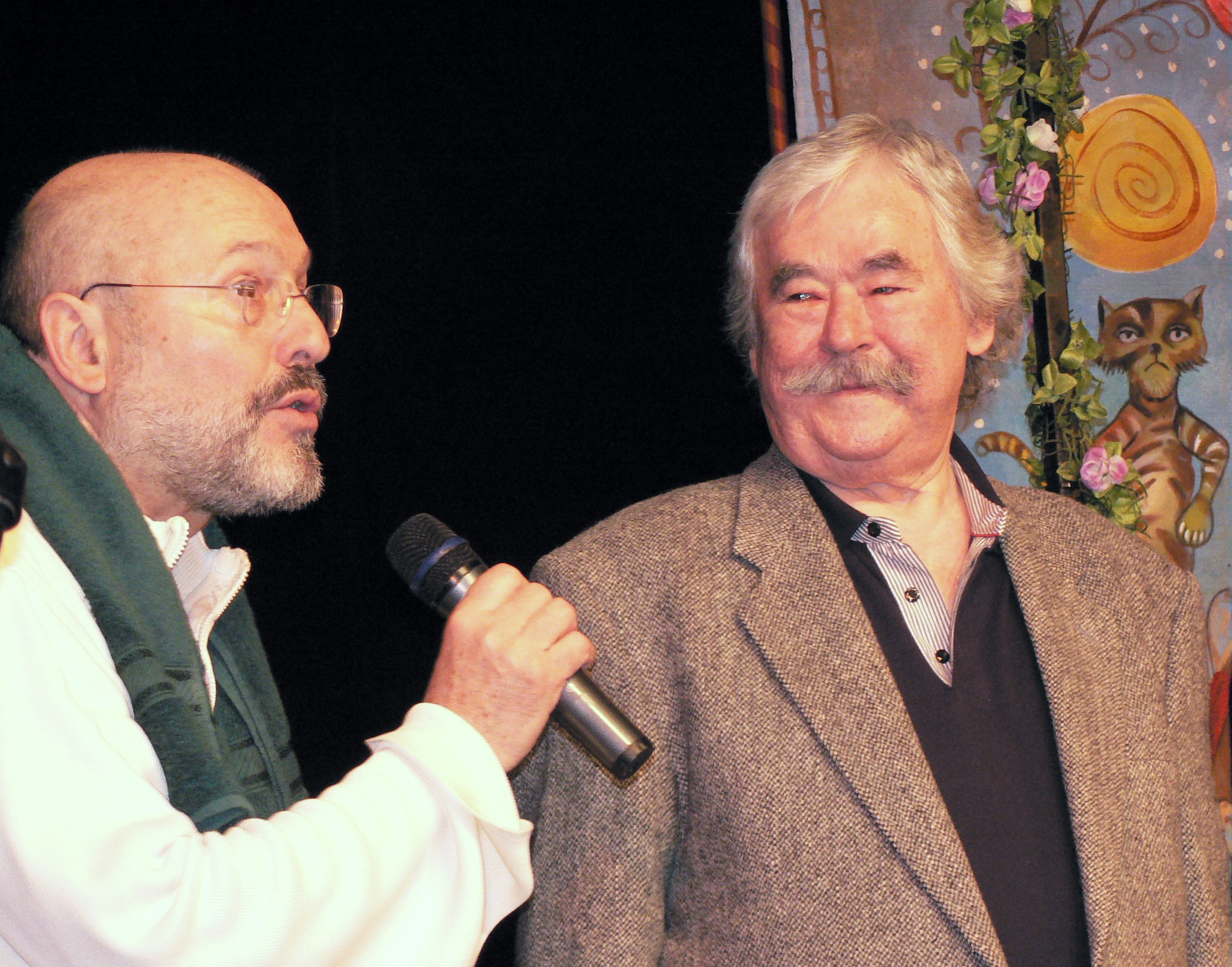
Levente Péter és Csukás István 2011-ben

Szülei: Levente István és Szekér Judit. Tanulmányait az Állami Bábszínház Színészképző Stúdióban végezte (1961–65). 1961–70 között a Bábszínház, majd 1978-ig az Operettszínház tagja volt. 1966–77 között a televízió Zsebtévé c. gyermekműsor-sorozatában Móka Mikit alakította. 1978-tól 1994-ig a Mikroszkóp Színpad gyermekrészlegének színész-rendezője, 1979–92 között pedig a Magyar Rádió Ki kopog? c. sorozatának főszereplője és rendezője volt. 1986 óta művésztanárként szakmódszertani előadásokat tart Viselkedéskultúra – egyéniség – személyiség címmel. 1987–2001 között a Nemzetközi Gyermek- és Ifjúsági Színházak Szövetségének magyar központi alelnöki tisztét töltötte be. 1988-ban jelent meg Ki kopog? c. nagylemeze, Döbrentey Ildikóval és Gryllus Vilmossal közösen. 1991-től az MTV Égbőlpottyant mesék c. sorozatának főszereplő-rendezője, 1994–95-ben pedig a Komédium Színház igazgató-főrendezője volt. 1998 óta az Evangélikus Hittudományi Egyetem Hittanárképző Tagozatának meghívott tanára a nyíregyházi Bessenyei György Tanárképző Főiskolán. 2001 óta a Semmelweis Egyetem Magatartástudományi Intézetének meghívott tanára.

## Magánélete
1968-ban feleségül vette Döbrentey Ildikót. Három gyermekük született: Domokos (1969), Dóra (1978) és Márton (1982). Két fiuk tragikusan korán, még csecsemőként elhunyt, csak leányukat nevelhették fel.

## Színházi munkái

### Szerzőként
- Idefigyeljetek gyerekek! (1971)
- Madárles (1992)
- Sapkamanó (1995)

### Színészként
- Török–Tóth: Csilicsala csodája, avagy Balogh Gyuszi Féligjó-országban....
- Tolsztoj: Fajankó kalandjai....
- Gernet: Az engedetlen kiskacsa....Róka
- Pehr–Spačil: Rosszcsont Peti....R. P.; Muki kutya
- Swift: Gulliver Liliputban....Alamusz rendőrfőnök
- Szabó Magda: Tündér Lala....Aterpater
- Iszajev–Galics: Négyen pizsamában....Giacomo
- Jékely–Szilágyi: A pagodák hercege....Kelet fejedelme
- Lovászy–Róna: Robin Hood....Bill
- Shakespeare: Lóvátett lovagok....Lüke
- Turi–Pálos–Levente: Idefigyeljetek gyerekek!....
- Békeffy: Mit vesztett el, kisasszony?....Első inas
- Wasserman: La Mancha lovagja....Fogoly
- Jones: Fantasztikus....A néma
- Bakonyi: Mágnás Miska....Pixi gróf
- Laurents: West Side Story....Chino
- Stein: Hegedűs a háztetőn....Mendel
- Adujev: Dohányon vett kapitány....Anton
- Herzer–Löhner–Beda: A mosoly országa....Fu-Li követségi titkár
- Csemer: Piros karaván....Csámpás
- Ruitner: Rongybaba....Klubvezető
- Vörösmarty: Egy fiú és a tündér....Tudós
- Halévy–Crémieux: Orfeusz az alvilágban....Színigazgató
- Meilhac–Milhaud: Nebáncsvirág....Igazgató
- Gáspár Margit: Az állam én vagyok....Von Rochow
- Rejtő: Az ellopott futár....Rongy Aurél
- Döbrentey–Móra–Tamkó–Weöres: Bimm-Bumm bömbölő.... (rendező is)
- Döbrentey: Motoszkák....Nagykabát (rendező is)
- Döbrentey: Banyatanya....Bábos
- Döbrentey: Sapkanóta.... (rendező is)
- Döbrentey–Levente–Marék–Gryllus–Papp: Madárles....Képmutogató (rendező is)
- Döbrentey–Gryllus–Levente: Sapkamanó.... (rendező is)

### Rendezőként
- Döbrentey–Móra–Tamkó–Weöres: Csillagjáró (1978)
- Döbrentey: A földigérő ház (1979)
- Békés: Kardhercegnő (1994)

## Filmszerepei
- Játékszüret
- Zsebtévé (1966–77)
- Bors (1968)
- Esti Showder (2007)

## Könyvei
- Én teszek a gyűlölet ellen. Levente Péterrel beszélget Herbert Dóra. Kairosz, Bp., 2013 (Miért hiszek?)
- Döbrentey–Levente: Őrangyalok személyi igazolvánnyal. Sorsfordító találkozásaink. Harmat–Luther–Ekhó, Bp.–Héreg, 2015
- Túlélőtréning 3D, 1–3. Ekhó, Héreg, 2021
  - 1. Természet. Vándorlegény/leány kor. Ösztönlény (homo ökologicus). 1. munkafüzet. 3×10 óra elmélet délelőtt, gyakorlat délután
  - 2. Teátrum. Vándormutatványos kor. Észlény (homo ökonomicus). 2. munkafüzet. 3×10 óra elmélet délelőtt, gyakorlat délután
  - 3. Transzcendens. Vándortanító kor. Társaslény (homo ökumenicus). 3. munkafüzet. 3×10 óra elmélet délelőtt, gyakorlat délután

## Díjai
- Ifjúsági Díj (1981)
- Jászai Mari-díj (1984)
- Gyermekekért Díj (1987)
- A Magyar Köztársasági Érdemrend tisztikeresztje (2002)
- Magyar Örökség díj (2009)
- A Magyar Érdemrend középkeresztje (2013)[2]
- Prima Primissima (2015)